# Моймир Хитіл
Моймир Хитіл (чеськ. Mojmír Chytil, нар. 29 квітня 1999) — чеський футболіст, нападник клубу «Славія».
Виступав, зокрема, за клуби «Сігма» (Оломоуць) та «Сігма» (Оломоуць), а також національну збірну Чехії.

## Клубна кар'єра
Народився 29 квітня 1999 року. Вихованець футбольної школи клубу «Сігма» (Оломоуць). Дорослу футбольну кар'єру розпочав 2018 року в основній команді того ж клубу, в якій провів три сезони, взявши участь у 53 матчах чемпіонату. 
Протягом 2021 року захищав кольори клубу «Пардубиці».
Своєю грою за останню команду знову привернув увагу представників тренерського штабу клубу «Сігма» (Оломоуць), до складу якого повернувся 2022 року. Цього разу відіграв за команду з Оломоуця наступний сезон своєї ігрової кар'єри. Більшість часу, проведеного у складі «Сігми», був основним гравцем атакувальної ланки команди.
До складу клубу «Славія» приєднався 2023 року. Станом на 3 серпня 2023 року відіграв за празьку команду 2 матчі в національному чемпіонаті.

## Виступи за збірні
У 2015 році дебютував у складі юнацької збірної Чехії (U-17), загалом на юнацькому рівні взяв участь у 2 іграх, відзначившись одним забитим голом.
У 2022 році дебютував в офіційних матчах у складі національної збірної Чехії.
| Дата       | Місто     | Господарі         | Результат | Гості             | Турнір            | Голи | Примітки |
| ---------- | --------- | ----------------- | --------- | ----------------- | ----------------- | ---- | -------- |
| 16-11-2022 | Оломоуць  | Чехія             | 5 – 0     | Фарерські острови | товариський матч  | 3    | 64'      |
| 19-11-2022 | Газіантеп | Туреччина         | 2 – 1     | Чехія             | товариський матч  | -    | 45'      |
| 24-3-2023  | Прага     | Чехія             | 3 – 1     | Польща            | Відбір до ЧЄ 2024 | -    | 65'      |
| 27-3-2023  | Кишинів   | Молдова           | 0 – 0     | Чехія             | Відбір до ЧЄ 2024 | -    | 73'      |
| 17-6-2023  | Торсгавн  | Фарерські острови | 0 – 3     | Чехія             | Відбір до ЧЄ 2024 | -    | 69'      |
| 20-6-2023  | Подгориця | Чорногорія        | 1 – 4     | Чехія             | товариський матч  | 1    | 85'      |
| Усього     |           | Матчів            | 6         |                   | Голів             | 4    |          |

## Досягнення
- Чемпіон Чехії (1):

«Славія»: 2024-25